# أمير إدريس
أمير إدريس (مواليد 22 ديسمبر 1999) هو كاتب ومسرحي ومخطط عمراني فلسطيني كندي. حصل على جوائز وتقدير من مجلس الأعمال العربي الكندي، ومجلس جامعة الدول العربية، وهيئة الإذاعة الكندية، وصحافة المرأة. تركز أعماله على قضايا العدالة الاجتماعية، والسياسات الاستعمارية، وحقوق الأقليات، ويشارك في مهرجنات للفنون والمسرح في كندا وخارجها.

## المسيرة المسرحية
فازت مسرحية إدريس الأولى "سفن في الليل" بمسابقة كتابة المسرحيات في مسرح هارت هاوس لعام 2023، وجائزة روبرت بيردسلي من نقابة كتاب المسرحيات في كندا لعام 2024، وهي قيد التطوير في مسرح باس مورايل. شارك سابقًا في خلوة كتاب المسرحيات في مركز بانف للفنون والإبداع ومهرجان بابريكا، حيث طور مسرحيته الثانية الجدران المغلقة.

## مسيرته العملية
يعمل إدريس أيضًا في مجال التخطيط الحضري والسياسات العامة، وشارك مشروع خطوط الأرض ضمن الأكاديمية الملكية للتخطيط الحضري والسياسات، الذي يُركز على الاستعمار وأثاره على حقوق السكان الأصليين والأقليات. تتناول مساهماته العلاقة بين الأرض والسلطة، وتحاول تقديم أدوات بديلة لفهم التخطيط الحضري والعدالة المكانية.
إلى جانب عمله المسرحي والتخطيطي، يكتب إدريس مقالات رأي وتحقيقات في مجالات السياسة والفن. نُشرت مقالاته في مجلات مثل تنويك وجامعة تورنتو، بالإضافة إلى مساهماته الأكاديمية في مجالات العدالة المكانية، وتخطيط المدن، والاستعمار البيئي.

## العضويات
يشغل أمير إدريس عضوية في عدة مؤسسات وهيئات كندية، من بينها:
- مجلس الأعمال العربي الكندي
- مجلس جامعة النور العربية
- هيئة الإذاعة الكندية

كما حصل على دعم من صندوق كندا للفنون، ومجلس أونتاريو للفنون، ومؤسسات ثقافية أخرى.